# Jiaoyu
Jiaoyu (kinesiska: 角峪镇, 角峪) är en köping i Kina. Den ligger i provinsen Shandong, i den östra delen av landet, omkring 66 kilometer sydost om provinshuvudstaden Jinan. Antalet invånare är 30285. Befolkningen består av 15 022 kvinnor och 15 263 män. Barn under 15 år utgör 14,0 %, vuxna 15-64 år 72 %, och äldre över 65 år 13,0 %.
Genomsnittlig årsnederbörd är 845 millimeter. Den regnigaste månaden är juli, med i genomsnitt 304 mm nederbörd, och den torraste är januari, med 8 mm nederbörd.